# 心景
『心景』（しんけい）は、日本のバンド・SUPER BEAVERの2枚目のミニアルバム。2008年11月5日にrebelphonicから発売され、2009年8月26日にEpic Recordsから再リリースされた。

## 概要
前作『日常』から11ヶ月ぶりのミニアルバム。メジャーデビュー前最後の作品。
メジャーデビュー後、新録＆新しいジャケットでメジャーリリースされた(シングル「二つの旅路」と同時発売)。

## 収録曲
1. 道標 [4:11] 
作詞・作曲：柳沢亮太 / 編曲：SUPER BEAVER
2. pan [4:11] 
作詞・作曲：柳沢亮太 / 編曲：SUPER BEAVER
3. リセット [4:41] 
作詞・作曲：柳沢亮太 / 編曲：SUPER BEAVER
  - 限定シングル
4. 天気予報 [4:47] 
作詞：渋谷龍太 / 作曲：柳沢亮太 / 編曲：SUPER BEAVER
5. 勇気の一歩 [3:59] 
作詞・作曲：上杉研太 / 編曲：SUPER BEAVER
6. 僕の言葉 [4:44] 
作詞・作曲：柳沢亮太 / 編曲：SUPER BEAVER
7. 心景 [5:12]
作詞・作曲：柳沢亮太 / 編曲：SUPER BEAVER